# 이부키산
이부키산(일본어: 伊吹山)은 일본 시가현 마이바라시에 있는 산으로 일본백명산에 등재되어 있는 산이다. 높이는 1,377m로 시가현에서 가장 높은 산이다. 1927년 2월 14일에 11.82m로 최대 적설 깊이를 기록한 적이 있다.